# Carlos Gambina
Carlos Alberto Gambina (Argentina; 1928) es un exfutbolista argentino. Desempeñó como centrodelantero en diversos equipos.

## Trayectoria
Fue un goleador argentino que se inició en las inferiores del Club Atlético San Lorenzo de Almagro, para después pasar al Club de Gimnasia y Esgrima La Plata. Pero donde tuvo su máximo rendimiento fue en el futbol colombiano, especialmente en el Atlético Nacional, donde fue campeón y goleador con 21 anotaciones en el Campeonato colombiano 1954, para luego pasar al fútbol peruano con el Club Atlético Chalaco.
Tras su retirada del futbol profesional, regresó a Perú, donde se radicó hasta el día de su fallecimiento.

## Clubes
| Club                           | País      | Temporada |
| ------------------------------ | --------- | --------- |
| San Lorenzo                    | Argentina | 1947-1949 |
| Gimnasia y Esgrima de La Plata | Argentina | 1950      |
| Atlético Bucaramanga           | Colombia  | 1951      |
| Junior de Barranquilla         | Colombia  | 1952-1953 |
| Atlético Nacional              | Colombia  | 1954      |
| Atlético Chalaco               | Perú      | 1955-1957 |
| Club Sport Patria              | Ecuador   | 1958-1961 |